# Nagpur
Nagpur er en by i Indien. Byen ligger i delstaten Maharashtra i det centrale Indien. Nagpur ligger ved floden Nag og 700 km nordøst for Mumbai. Nagpur har omkring 2.405.665 indbyggere. Byen er den 13. største i Indien og blandt Verdens 140 største byer. Omkring halvdelen af byens indbyggere taler sproget Marathi.

## Historie
Byen blev grundlagt i starten af 1700-tallet af Bhakt Buland, fyrste af Gonddynastiet. I 1740-tallet tog Marathadynastiet kontrollen over Nagpur, og briterne erobrede byen i 1817. I 1861 blev Nagpur hovedstad i den britiske Central Provins, og i 1867 blev der bygget jernbane til byen. Etter at Indien blev selvstændigt, mistede Nagpur status som hovedstad. Byens universitet blev grundlagt i 1923.

## Erhverv
Byen har glasværk, væverier, bomuldsindustri og en del maskinindustri. Nagpur er også centrum for handel, dyrkning af appelsiner og et trafikalt knudepunkt.